# William Jackson Harper
William Fitzgerald Harper (sinh ngày 8 tháng 2 năm 1980, nghệ danh William Jackson Harper) là nam diễn viên, nhà soạn kịch người Mỹ. Anh được biết đến qua vai Chidi Anagonye trong bộ phim hài The Good Place (2016–2020, đài NBC), vai diễn mang về cho anh một đề cử giải Primetime Emmy hạng mục Nam phụ xuất sắc trong sê-ri phim hài. Năm 2022, anh đóng vai chính trong phim truyền hình The Resort.

## Thời thơ ấu
William Fitzgerald Harper sinh ngày 8 tháng 2 năm 1980 tại Dallas và lớn lên ở Garland, Texas. Anh theo học trường Trung học Lakeview Centennial, sau đó tốt nghiệp Cao đẳng Santa Fe năm 2003.

## Sự nghiệp
Harper bắt đầu sự nghiệp tại New York với vở kịch mang tên Full Bloom. Năm 2008, anh góp mặt trong vở Ruined của đạo diễn Lynn Nottage do sân khấu Manhattan Theatre Club sản xuất, tác phẩm sau đó thắng giải Pulitzer cho hạng mục kịch năm 2009. Từ năm 2009 tới 2011, anh vào vai Danny Rebus trong phim truyền hình The Electric Company của đài PBS. Harper lần đầu tham gia sân khấu Broadway năm 2014 với vở All the Way, trong tác phẩm này anh đảm nhận hai vai James Harrison và Stokely Carmichael.
Tháng 10 năm 2022, nam diễn viên tham gia dự án phim Ant-Man and the Wasp: Quantumania của Vũ trụ Điện ảnh Marvel, phim phát hành năm 2023.

## Danh sách phim

### Điện ảnh
| Năm  | Tên                               | Vai             | Ct        |
| ---- | --------------------------------- | --------------- | --------- |
| 2010 | All Good Things                   | Trợ lý Moynihan |           |
| 2012 | That's What She Said              | Harry           |           |
| 2015 | True Story                        | Zak Rausch      |           |
| 2016 | Paterson                          | Everett         |           |
| 2018 | They Remain                       | Keith           |           |
| 2019 | Lost Holiday                      | Mark            |           |
| 2019 | Midsommar                         | Josh            |           |
| 2019 | Dark Waters                       | James Ross      |           |
| 2020 | David                             | David           | Phim ngắn |
| 2020 | The Man in the Woods              | Buster Heath    |           |
| 2021 | We Broke Up                       | Doug            |           |
| 2023 | Ant-Man and the Wasp: Quantumania | Quaz            |           |